# Топбаш, Кадир
Кадир Топбаш (тур. Kadir Topbaş; 8 января 1945, Юсуфели, Артвин — 13 февраля 2021, Стамбул) — политический деятель Турции.

## Биография

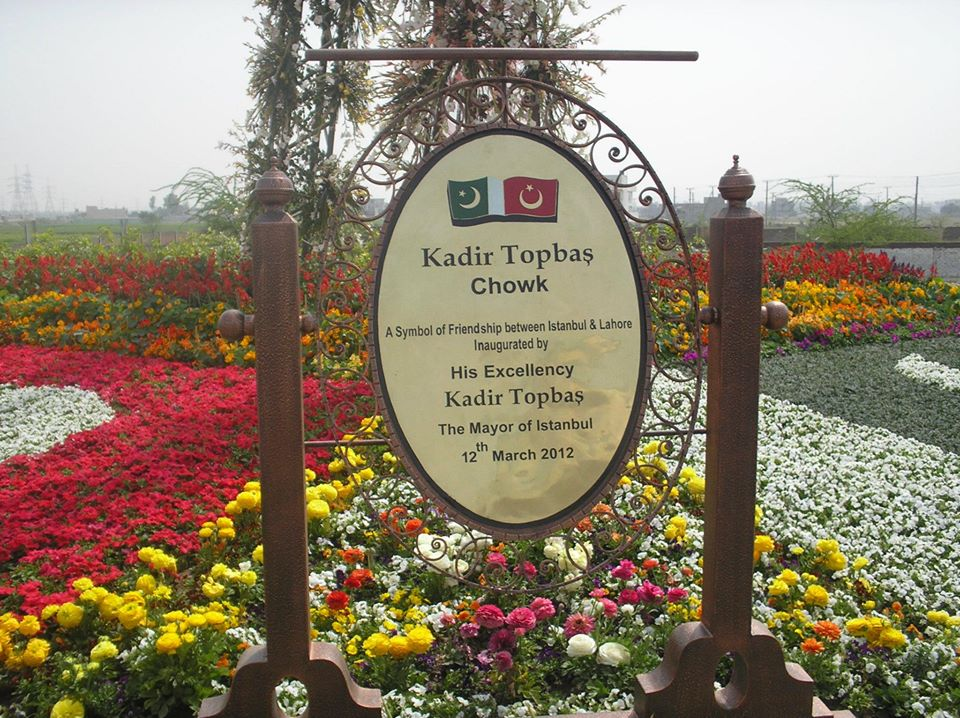
Памятная доска в пакистанском Лахоре, установленная в честь Кадира Топбаша 12 марта 2012 года.

Родился 8 января 1945 года в селе Алтыпармак района Юсуфели иле Артвин. Переехал в Стамбул в 1946 году со своей семьей. Получил степень доктора философии по истории архитектуры в Стамбульском университете, получив богословское образование в Университете Мармара в 1972 году и архитектурное в Университете изящных искусств имени Мимара Синана в 1974 году. Работал проповедником в Эдирне, учителем и архитектором в Стамбуле, в период с 1994 по 1998 год был советником мэра Стамбула Реджепа Тайипа Эрдогана по реставрации и украшению дворцов и других исторических зданий в Стамбуле. Также являлся владельцем сети ресторанов турецкой кухни «Saray Muhallebicisi».
Вошел в политику как член религиозно ориентированной Национальной партии спасения. Позже дважды баллотировался в депутаты от провинции Артвин в Великое национальное собрание Турции, сначала в 1977 году от Национальной партии спасения, а затем в 1987 году от Партии благоденствия, но безуспешно. В 1999 году был избран мэром района Бейоглу от Партии добродетели. На региональных выборах 2004 года баллотировался на пост мэра Стамбула от Партии справедливости и развития и победил 28 марта 2004 года. В ноябре 2007 года стал сопредседателем организации «Объединённые города и местные власти» и был номинирован на премию Всемирного мэра 2008 года. На всеобщих местных выборах в Турции в 2009 году был переизбран мэром столичного района Стамбула, второе место занял Кемаль Кылычдароглу, действующий лидер Республиканской народной партии.
В 2009 году был назначен президентом Союза муниципалитетов Турции. Во время волнений в Турции в середине 2013 года он подчеркнул, что планы реконструкции парка Таксим-Гези были предложены непосредственно Реджепом Тайипом Эрдоганом, а не муниципальными властями. Впоследствии взял на себя обязательство наладить диалог с широкой общественностью до того, как начнется городское планирование, заявив, что «мы даже не перенесем автобусную остановку, не спросив сначала у местных жителей». Несколько дней спустя он, похоже, отступил от этого обязательства, сказав, что его не следует понимать буквально и что последнее слово остается за Партией справедливости и развития. Зять Кадира Топбаша был арестован после попытки военного переворота в Турции в 2016 году за предполагаемые связи с Движением Гюлена. Из-за этого, как сообщается, сам Кадир Топбаш потерял благосклонность Партии справедливости и развития, но отказался выйти из партии. Он заявил о плане выделить отдельное место захоронения для солдат, участвовавших в перевороте, и назвать его «кладбищем предателей».
Ближе к концу срока полномочий мэра в 2017 году он наложил вето на пять предложенных изменений муниципального плана зонирования. Однако, его коллеги-члены Партии справедливости и развития преодолели вето. 22 сентября 2017 года ушел в отставку с поста мэра Стамбула, не раскрывая конкретной политической причины. Его преемником Советом столичного муниципалитета Стамбула был назначен Мевлют Уйсал, мэр Башакшехира с 2009 года.

## Личная жизнь и смерть
Был женат, имел двух сыновей и дочь. В ноябре 2020 года Кадир Топбаш был госпитализирован с коронавирусной инфекцией во время распространения COVID-19 в Турции. Умер 13 февраля 2021 года из-за полиорганной недостаточности, после лечения COVID-19.

## Награда
| Наградная лента | Награда                                | Государство      | Дата                  | Место | Ссылка на источник |
| --------------- | -------------------------------------- | ---------------- | --------------------- | ----- | ------------------ |
|                 | Орден «За заслуги в культуре» 3 класса | Республика Корея | 12 сентября 2014 года | Сеул  | [ 19 ] [ 20 ]      |